# Amphipoea cinerago
Amphipoea cinerago är en fjärilsart som beskrevs av Fabricius 1798. Amphipoea cinerago ingår i släktet Amphipoea och familjen nattflyn. Inga underarter finns listade i Catalogue of Life.